# یکاترینا فسنکو
یکاترینا فسنکو (روسی: Екатерина Фесенко؛ زادهٔ ۸ اوت ۱۹۵۸) دونده زن اهل اتحاد جماهیر شوروی سوسیالیستی بود.
وی در مسابقات کشوری و بین‌المللی در مجموع برندهٔ ۲ مدال طلا شده‌است.